# U COOL LAB
U COOL LAB（ユークールラボ）は、2013年4月1日から2017年12月29日までエフエム沖縄（FM沖縄）で放送されていた生放送のラジオ番組。
11年半に渡って放送されたREPOSE AFTER HOURSの後番組としてスタート。リポーズからは仲座健太が（水・木担当2014年から全曜日担当）として継続して出演している。番組のタイトルコール、ジングルの「U COOL LAB!」の声の主はDavid Ralstonである。

## パーソナリティ
- 仲座健太（月 - 金担当、2013/4/3〜）
- 山田真理子（月・火担当、2013/4/1〜）
- NANA（水・木・金担当、2013/4/3〜、2014年12月より産休のため休養）

| 期間                  | 男性     | 男性     | 男性     | 女性       | 女性       | 女性       |
| 期間                  | 月・火   | 水・木   | 金       | 月・火     | 水・木     | 金         |
| --------------------- | -------- | -------- | -------- | ---------- | ---------- | ---------- |
| 2013/4/1 - 2013/12/31 | 知花悠介 | 仲座健太 | 末吉功治 | 山田真理子 | NANA       | 田中真理子 |
| 2014/1/1 - 2014/11/28 | 仲座健太 | 仲座健太 | 仲座健太 | 山田真理子 | NANA       | NANA       |
| 2014/12/1 - (現在)    | 仲座健太 | 仲座健太 | 仲座健太 | 山田真理子 | 山田真理子 | 山田真理子 |

### 過去のパーソナリティ
- 知花悠介（月・火担当、2013/4/1〜2013/12/31）
- 末吉功治（金担当、2013/4/5〜2013/12/27）
- 田中真理子（金担当、2013/4/5〜2013/12/27）

## 主なコーナー
- クイズディスカバリーU（毎日）

沖縄に関するクイズを2問出題。6時台(Part1)でまず1問目が出題され、正解した人から一名抽選で選ばれた人が7時台(Part2)に電話出演し、そこで2問目が出題される。2問目に正解するとクオカードがもらえる。1問目は3択、2問目はストレートか3択のどちらかを選ぶことができ、正解した際にもらえるクオカードの金額についてはストレートで2000円、3択で1000円。不正解となった場合は翌日にキャリーオーバーとなる。なお1問目は比較的簡単な問題であるのに対し、2問目は1問目の内容を掘り下げたものが出題されることが多い。
- オリオンびあぶれいく（毎日）

REPOSE AFTER HOURSから継承。山田真理子が担当する。
月曜日：マンスリーゲストを迎えてのトーク
火曜日：「プロのコツを食卓へ」…県内で活躍する料理研究家・食材の専門家・生産者による、プロならではの調理のコツ・食材選びのコツを紹介。
水曜日：沖縄LOVEwebの幸田悟によるおすすめの一曲を紹介。
木曜日：「ブックマイスターセレクション」…県内各地の書店の担当者によるその書店でのベストセラー、書店員が得意とするジャンルでのおすすめの一冊を紹介。
金曜日：オリオンビールの社員による週末のイベント、オリオンビールの新商品に関する情報を紹介。
- インフォメーションラボ（毎日）

コンサート・イベント・同局の番組情報などを紹介する。
- カスタムラボ（月・火）
- 仲座健太のひとりでできるもん！（木曜・不定期？）

仲座先輩、NANAの二人がスタジオを飛び出してロケに赴くコーナー。仲座先輩が今までやったことがないorできないことに挑戦する。
- 「っていいたい」（月）
- クリックへの招待！！（火）
- 2100年日本昔ばなし（木）
- ほめーる（金）

### 過去のコーナー
- ザ・ルール（火）
- 567（水）

NANAの語録を紹介する。
- あなたにとってスーパードライが似合う瞬間は？（毎日）

アサヒスーパードライがオリオンビール名護工場で生産されるようになって10年経過したことによる期間限定コーナー(6月14日まで)。コーナー名の通り、リスナーのスーパードライが似合う瞬間を投稿するコーナーである。
- 情熱大陸ごっこ（水）

一日の平凡な流れとちょっとした感想、そして、そのまとめを情熱大陸のBGMに乗せて読み上げる。

## タイムテーブル
- 18:00 Part1オープニング
- 18:10 クイズディスカバリーU 1問目出題
- 18:20 オリオンびあぶれいく
- 18:30 交通情報
- 18:40 ニュースラボ＆タイムスプラス（月 - 木）、TSUTAYA エンタメラボ（金）
- 18:45 ニュースラボ（金）
- 18:50 明日の天気（月 - 木）、一枝のウェディングトーク（金）
- 18:55 カヌチャリゾート・プレゼンツ TAKE A REST
- 19:00 Part2オープニング、クイズディスカバリーU 2問目出題
- 19:10 今月のピックアップナンバー
- 19:15 ミュージックソムリエ（月）
- 19:30 日替わりコーナー

(月)「っていいたい」
(火)クリックへの招待！！
(水)ナナカラ
(木)2100年日本昔ばなし
(金)ほめーる
- 19:35 インフォメーションラボ
- 19:40 カスタムラボ（月・火）
- 19:50 エンディング、ラジダブパーソナリティとのクロストーク

## テーマ曲
- Part1

オープニング 恋の花 / Hanasal
- Part2

オープニング ハレルヤ変奏曲 / Hanasal
エンディング Asobi Syongane(遊びションガネー) / 宇宙牛 aka DJ HIROAKI 〔Vo.58MIC / Cho.RACHEL〕

## 今月のピックアップナンバー
- 2013年
  - 4月 走り出す - Rails-Tereo
  - 5月 プリズム - natchy
  - 6月 Okinawa is My Home - David Ralston
  - 7月 ナチュラル - トレモノ
  - 8月 ニライカナイ - 上間綾乃
  - 月 オールドルーキー - メカルジン

## ゲスト
- 2013年
  - 4月18日 DJ SASA
  - 4月19日 ET-KING(イトキン、TENN)
  - 4月24日 natchy
  - 5月29日 与座よしあき、パッション屋良
  - 月10日 David Ralston、宮城梓
  - 6月14日 EPO
  - 7月1日 麻乃
  - 7月2日 Green Note Coaster、MATCH
  - 7月3日 久保田利伸
  - 7月9日 いちゃりば兄弟
  - 7月11日 ユウミ(FLiP)
  - 7月12日 manami
  - 8月1日 小林宏之、落合英二
  - 8月13日 空観日和
  - 8月15日 山城智二
  - 8月20日 Ray Yamada
  - 9月2日 八木明人
  - 9月5日 しおり

## リンク
- U COOL LAB公式HP
- ポッドキャスト オリオンびあぶれいく
- U COOL LAB (@UcoolLab) - X（旧Twitter）
- 仲座健太 (@nakazasenpai) - X（旧Twitter）
- NANA (@nana_pocha) - X（旧Twitter）
- 末吉功治 (@cozy122) - X（旧Twitter）
- 田中真理子 (@tanamari0325) - X（旧Twitter）

| エフエム沖縄 平日夕方 ワイド番組                  | エフエム沖縄 平日夕方 ワイド番組              | エフエム沖縄 平日夕方 ワイド番組          |
| 前番組                                            | 番組名                                        | 次番組                                    |
| ------------------------------------------------- | --------------------------------------------- | ----------------------------------------- |
| REPOSE AFTER HOURS （2001年10月 - 2013年3月29日） | U COOL LAB （2013年4月1日 - 2017年12月29日 ） | Sh@re TIME (2018年1月1日 - 2021年6月25日) |